# Hochschulradio Aachen
Hochschulradio Aachen est une radio associative locale étudiante d'Aix-la-Chapelle, dans le Land de Rhénanie-du-Nord-Westphalie.
Le programme s'adresse aux étudiants et aux employés des universités d'Aix-la-Chapelle: l'université technique de Rhénanie-Westphalie à Aix-la-Chapelle, FH Aachen, la Haute école catholique de Rhénanie-du-Nord-Westphalie et la section d'Aix-la-Chapelle de la Hochschule für Musik und Tanz Köln.
Hochschulradio Aachen diffuse plusieurs heures par jour du studio dans la Wüllnerstraße.

## Histoire
Avant la diffusion, il y a une longue phase de planification. La radio universitaire reçoit sa licence de radiodiffusion le 24 mars 2006. Le lendemain, la station est déjà recevable via le flux Internet. Pour garantir un fonctionnement sans accroc dès le début, la technologie avait été testée et les présentateurs formés à l'essai pendant plusieurs semaines.
Le 3 mai 2006, la radio universitaire est finalement autorisée à diffuser sur la fréquence FM, 99,1 MHz par l'émetteur de Rütscher Straße. L'attribution de fréquence fut fastidieuse en raison de la proximité de la Belgique et des Pays-Bas, car l'attribution de fréquence locale doit être en accord avec ces fréquences nationales.
Le 30 mars 2007, l'audience potentielle augmente de 70 000 personnes. Grâce à l’introduction du programme dans le réseau câblé, la Hochschulradio Aachen est également recevable à Kornelimünster et à Würselen.

### Source de la traduction
- (de) Cet article est partiellement ou en totalité issu de l’article de Wikipédia en allemand intitulé « Hochschulradio Aachen » (voir la liste des auteurs).